# گلادیس بنتلی
گلادیس بنتلی (انگلیسی: Gladys Bentley؛ زاده ۱۲ اوت ۱۹۰۷ در فیلادلفیا، پنسیلوانیا – درگذشته ۱۸ ژانویهٔ ۱۹۶۰ در لس آنجلس، کالیفرنیا) یک خواننده اهل ایالات متحده آمریکا بود.